# Alina Żydkowa
Alina Żydkowa, ros. Алина Жидкова (ur. 18 stycznia 1977 w Moskwie) – rosyjska tenisistka. Obecnie zamieszkująca Boca Raton na Florydzie.
Zawodową karierę tenisistki rozpoczęła w 1993 roku. W latach 1997–2002 grywała głównie w turniejach ITF, których w karierze wygrała dziewięć. W 2000 roku po raz pierwszy ukończyła sezon w czołowej setce, a najwyższe jej miejsce to 51, które osiągnęła 7 marca 2005 roku. W turniejach WTA najlepsze wyniki odniosła w Vancouver i Québec w 2004 roku i w Memphis, dochodząc do półfinałów.

## Finały turniejów WTA
| Legenda                | Legenda |
| ---------------------- | ------- |
| Wielki Szlem           |         |
| Igrzyska olimpijskie   |         |
| WTA Tour Championships |         |
| 1988 – 2008            |         |
| Kategoria I            |         |
| Kategoria II           |         |
| Kategoria III          |         |
| Kategoria IV           |         |
| Kategoria V            |         |

### Gra podwójna
| Końcowy wynik | Nr | Data                 | Turniej    | Nawierzchnia | Partnerka          | Przeciwniczki                                | Wynik finału |
| ------------- | -- | -------------------- | ---------- | ------------ | ------------------ | -------------------------------------------- | ------------ |
| Finalistka    | 1. | 17 lutego 2003       | Memphis    | Twarda       | Bryanne Stewart    | Akiko Morigami Saori Obata                   | 1:6, 1:6     |
| Zwyciężczyni  | 1. | 21 lutego 2005       | Acapulco   | Ceglana      | Tetiana Perebyjnis | Rosa María Andrés Conchita Martínez Granados | 7:5, 6:3     |
| Finalistka    | 2. | 30 października 2006 | Québec     | Dywanowa     | Jill Craybas       | Laura Granville Carly Gullickson             | 3:6, 4:6     |
| Finalistka    | 3. | 16 lipca 2007        | Cincinnati | Twarda       | Tacciana Puczak    | Bethanie Mattek Sania Mirza                  | 6:7(4), 5:7  |

## Wygrane turnieje rangi ITF
| turnieje z pulą nagród 100 000 $ |
| turnieje z pulą nagród 75 000 $  |
| turnieje z pulą nagród 50 000 $  |
| turnieje z pulą nagród 25 000 $  |
| turnieje z pulą nagród 15 000 $  |
| turnieje z pulą nagród 10 000 $  |

### Gra pojedyncza
|    | Data       | Turniej       | ($)    | Naw.   | Finalistka          | Wynik               |
| 1. | 27/10/1997 | Culiacán      | 10 000 | twarda | Petia Marinova      | 6:3, 6:0            |
| 2. | 18/05/1998 | Coatzacoalcos | 10 000 | twarda | Adria Engel         | 6:3, 6:1            |
| 3. | 11/01/1999 | Miami         | 10 000 | twarda | Helen Crook         | 6:2, 7:5            |
| 4. | 19/07/1999 | Peachtree     | 25 000 | twarda | Erika De Lone       | 6:7(1), 7:6(0), 6:4 |
| 5. | 11/09/2000 | Hopewell      | 25 000 | twarda | Jennifer Hopkins    | 6:3, 6:0            |
| 6. | 09/10/2000 | Miramar       | 25 000 | ziemna | Rossana de los Ríos | 4:1, 5:4(5), 4:2    |
| 7. | 05/11/2001 | Pittsburgh    | 50 000 | twarda | Marie-Ève Pelletier | 6:4, 6:1            |
| 8. | 23/07/2002 | Louisville    | 50 000 | twarda | Saori Obata         | 6:3, 6:4            |
| 9. | 09/01/2007 | Tampa         | 25 000 | twarda | Olga Vymetalkova    | 6:2, 6:2            |

## Starty w Wielkim Szlemie
| Turniej         | Bilans | 2007 | 2006 | 2005 | 2004 | 2003 | 2002 | 2001 | 2000 |
| Australian Open | 5-6    | –    | –    | 2R   | 1R   | 2R   | 1R   | 2R   | 3R   |
| French Open     | 1-5    | –    | –    | 1R   | 1R   | 1R   | 2R   | –    | 1R   |
| Wimbledon       | 0-5    | –    | –    | 1R   | 1R   | 1R   | 1R   | –    | 1R   |
| US Open         | 1-7    | 1R   | 2R   | 1R   | 1R   | 1R   | 1R   | –    | 1R   |